# رالف دومكي
رالف دومكي (بالإنجليزية: Ralph Dumke)‏ مواليد 25 يوليو 1899 في ساوث بند، الولايات المتحدة - الوفاة 4 يناير 1964 في شيرمان أوكس، الولايات المتحدة، هو ممثل أمريكي بدأ مسيرته الفنية سنة 1934. امتدت مسيرته الفنية لأكثر من 27 عاما.

## الأعمال
- كل رجال الملك
- ليلي

## روابط خارجية
- رالف دومكي على موقع IMDb (الإنجليزية)
- رالف دومكي على موقع ألو سيني (الفرنسية)
- رالف دومكي على موقع ميوزك برينز (الإنجليزية)
- رالف دومكي على موقع أول موفي (الإنجليزية)
- رالف دومكي على موقع قاعدة بيانات برودواي على الإنترنت (الإنجليزية)
- رالف دومكي على موقع قاعدة بيانات الأفلام السويدية (السويدية)
- رالف دومكي على موقع قاعدة بيانات الفيلم (الإنجليزية)
- رالف دومكي على موقع كينوبويسك (الروسية)